# Port lotniczy Abel Santa Maria
Port lotniczy Abel Santa Maria – międzynarodowy lotnisko na Kubie, zlokalizowane w mieście Santa Clara.

## Linie lotnicze i połączenia
- Air Canada (Montréal-Trudeau, Ottawa, Toronto-Pearson)
- Air Transat (Calgary, Montréal-Trudeau, Québec, Toronto-Pearson, Vancouver)
- CanJet (Halifax, Montréal-Trudeau, Québec, Toronto-Pearson)
- Cubana de Aviación (Havana, Santiago de Cuba)
- Livingston (Milan-Malpensa)
- Skyservice (Montréal-Trudeau, Toronto-Pearson)
- Sunwing Airlines (Winnipeg)
- Thomas Cook Airlines (Manchester (UK)
- Polskie Linie Lotnicze LOT (Warszawa-Okęcie)
- WestJet (Montréal-Trudeau, Ottawa, Toronto-Pearson)